# Żabie, Tỉnh West Pomeranian
Żabie [ˈʐabjɛ] (tiếng Đức Hinzenhof)  là một khu định cư ở khu hành chính của Gmina Golczewo, thuộc quận Kamień, West Pomeranian Voivodeship, ở phía tây bắc Ba Lan.